# Federico Redondo
Federico Redondo Solari (Madrid, 18 januari 2003) is een Argentijns voetballer.

## Carrière
Redondo genoot zijn jeugdopleiding bij Argentinos Juniors. In december 2021 ondertekende hij er zijn eerste profcontract. Op 12 juli 2022 maakte hij zijn officiële debuut in het eerste elftal van de club: in de competitiewedstrijd tegen CA Tigre liet trainer Gabriel Milito hem in de blessuretijd invallen.

## Familie
- Redondo is de zoon van voormalig profvoetballer Fernando Redondo. Federico werd geboren in Madrid, waar zijn vader van 1994 tot 2000 bij Real Madrid voetbalde.
- Fernando, zijn oudere broer, debuteerde in 2016 in het eerste elftal van CA Tigre.
- Redondo is langs moederszijde de kleinzoon van Jorge Solari. Diens broer Eduardo was eveneens actief als voetballer. Eduardo is de vader van Santiago, Esteban en David Solari, die bijgevolg neven zijn van zijn moeder Natalia.[2]
- Augusto Solari, die in 2021 de overstap maakte van Racing Club naar Celta de Vigo, is zijn neef. De moeder van Federico en de vader van Augusto zijn broer en zus.[3][4]